# Giada Nicco
Giada Nicco (Cirié, 5 dicembre 1994) è una calciatrice italiana, difensore del Freedom.

## Ruolo
È un difensore centrale destro.

## Carriera
Cresciuta nelle giovanili del Torino, ha vinto due campionati Primavera, il primo nella stagione 2010-2011 in finale contro il Brescia; il secondo nella stagione 2011-2012 contro il Firenze.
Dalla stagione 2012-2013 viene inserita in rosa con la prima squadra granata facendo il suo esordio in Serie A alla 1ª giornata di campionato, il 22 settembre 2012, nell'incontro casalingo perso 5-2 con le avversarie della Riviera di Romagna.

## Palmarès

### Giovanili
- Campionato Primavera (calcio femminile): 2

Torino: 2010-2011, 2011-2012